# Dario Hübner
Dario Hübner (ur. 28 kwietnia 1967 w Muggii) – włoski piłkarz, występował na pozycji napastnika.

## Kariera klubowa
Dario Hübner zawodową karierę rozpoczynał w A.S. Pievigina Calcio 1924, klubie z niższej klasy rozgrywkowej. Następnie trafił do U.S. Pergocrema 1932, która wówczas występowała w Serie C2. W zespole tym spędził dwa sezony po czym trafił do Fano Calcio. Grając w tej drużynie udało mu się w sezonie 1989–1990 awansować do Serie C1. Kolejnym klubem w jego karierze była występująca wtedy w Serie B AC Cesena. W zespole tym występował przez pięć lat (1992–1997), jednak przez ten czas klubowi nie udało się awansować do Serie A. W sezonie 1997–1998 był już zawodnikiem pierwszoligowego klubu Brescia Calcio. W swoim pierwszym sezonie w Serie A strzelił 16 bramek w 30 występach, co nie pomogło jednak jego klubowi w uniknięciu degradacji do drugiej ligi. W kolejnych dwóch sezonach w Serie B Hübner wystąpił w 66 spotkaniach i strzelając 37 bramek walnie przyczynił się do awansu do Serie A przez swój klub w sezonie 1999–2000. Sezon 2000–2001 był jego ostatnim w Brescii. Kolejne dwa sezony spędził w pierwszoligowym klubie Piacenza Calcio, w barwach, którego w 2002 został ex aequo z Davidem Trezeguet królem strzelców Serie A. Następnie reprezentował jeszcze dwa kluby z Serie A: Ancona Calcio i Perugia Calcio. Ostatnią znaną drużyną w jego karierze była AC Mantova. Od tamtego czasu występował już tylko w klubach z niższych lig.